# Ziemięcki (herb baronowski)

Herb

Kuropatnicki Baron – polski herb szlachecki, baronowska odmiana herbu Nieczuja.

## Opis herbu
Opis z wykorzystaniem klasycznych zasad blazonowania:
W polu czerwonym ostrzew naturalna, o dwóch sękach z prawej i trzech z lewej, w którą wbity krzyż srebrny. Nad tarczą korona hrabiowska, dziewięciopałkowa, a nad nią hełm w koronie, z której klejnot: godło między skrzydłami orlimi czarnymi. Labry: czerwone, podbite srebrem.

## Najwcześniejsze wzmianki
Nadanie tytułu baronowskiego Galicji 24 czerwca 1874 (dyplom z 15 października 1874) Hieronimowi Janowi Antoniemu Ziemięckiemu. Podstawą nadania tytułu było posiadanie przez obdarowanego Orderu Żelaznej Korony II klasy, Orderu Leopolda funkcja c.k. szambelana i udział w kampanii wojennej w 1866 roku.

## Herbowni
Jedna rodzina herbownych:
freiherr Ziemięcki von Ziemięcin.